# Lijst van spelers van Manchester City FC
Deze lijst bevat zowel huidige als voormalige spelers van de Engelse voetbalclub Manchester City FC. De namen zijn alfabetisch gerangschikt.

## A
- Emmanuel Adebayor
- Sergio Agüero
- Manuel Akanji
- Nathan Aké
- Julián Álvarez
- Nicolas Anelka
- Angeliño

## B
- Mario Balotelli
- Ken Barnes
- Gareth Barry
- Craig Bellamy
- Tal Ben-Haim
- John Benson
- Elano Blumer
- Jérôme Boateng
- Wilfried Bony
- Paul Bosvelt
- Dedryck Boyata
- Claudio Bravo
- Wayne Bridge
- Daniel Van Buyten

## C
- Willy Caballero
- João Cancelo
- Scott Carson
- Gaël Clichy
- Joe Corrigan

## D
- Kevin De Bruyne
- Fabian Delph
- Martin Demichelis
- Jason Denayer
- Kazimierz Deyna
- Rúben Dias
- Brahim Diaz
- Jérémy Doku
- Mike Doyle
- Richard Dunne
- Edin Džeko

## E
- Ederson
- Dickson Etuhu
- Ched Evans

## F
- Justin Fashanu
- Fernandinho
- Fernando
- Garry Flitcroft
- Phil Foden
- Marc-Vivien Foé
- Robbie Fowler
- Trevor Francis

## G
- Eric García
- Javi García
- Shay Given
- Shaun Goater
- Sergio Gómez Martín
- Jack Grealish
- Alfons Groenendijk
- John Guidetti
- Ilkay Gündogan
- Joško Gvardiol

## H
- Alf-Inge Håland
- Erling Braut Håland
- Dietmar Hamann
- Åge Hareide
- Owen Hargreaves
- Joe Hart
- Rodrigo Hernández
- Danny Hoekman
- Darren Huckerby

## I
- Kelechi Iheanacho
- Kåre Ingebrigtsen
- Stephen Ireland

## J
- David James
- Gabriel Jesus
- Jô
- Adam Johnson
- Nigel de Jong
- Stevan Jovetić

## K
- Micheil Kavelasjvili
- Mark Kennedy
- Giorgi Kinkladze
- Aleksandar Kolarov
- Vincent Kompany
- Mateo Kovačić

## L
- Frank Lampard
- Aymeric Laporte
- Roméo Lavia
- Denis Law
- Joleon Lescott
- Rico Lewis
- Tyrone Loran
- Douglas Luiz

## M
- Riyad Mahrez
- Maicon
- Eliaquim Mangala
- James McAtee
- Steve McManaman
- Benjamin Mendy
- James Milner
- Émile Mpenza
- Kiki Musampa

## N
- Samir Nasri
- Matija Nastasić
- Jesús Navas
- Álvaro Negredo

## O
- Alan Oakes
- Stefan Ortega
- Nicolás Otamendi

## P
- Cole Palmer
- Costel Pantilimon
- Martin Petrov
- Kalvin Phillips

## R
- Abdul Razak
- Karim Rekik
- Micah Richards
- Robinho
- David Rocastle
- Jack Rodwell
- Uwe Rösler

## S
- Bacary Sagna
- Leroy Sané
- Stefan Savić
- Peter Schmeichel
- David Seaman
- Bernardo Silva
- Danilo Luiz da Silva
- David Silva
- Trevor Sinclair
- Scott Sinclair
- Raheem Sterling
- John Stones
- Daniel Sturridge
- Mike Summerbee

## T
- Carlos Tévez
- Danny Tiatto
- Ferran Torres
- Kolo Touré
- Yaya Touré
- Hatem Trabelsi
- Bert Trautmann

## V
- Patrick Vieira
- Geert De Vlieger
- Michel Vonk

## W
- Kyle Walker
- Paulo Wanchope
- Ronald Waterreus
- David White
- Gerard Wiekens
- Shaun Wright-Phillips

## Z
- Pablo Zabaleta
- Oleksandr Zintsjenko